# UCI Oceania Tour 2025
L'UCI Oceania Tour 2025 és la dinovena edició de l'UCI Oceania Tour, un dels cinc circuits continentals de ciclisme de la Unió Ciclista Internacional. Està composta per tan sols 2 competicions, organitzades entre el 30 de gener al 19 d'octubre de 2025 a Oceania.

## Equips
Els equips poden participar en les diferents curses depenent de la categoria de la prova. Per exemple, els UCI WorldTeams només poden participar en curses .1 i el seu nombre per cursa és limitat.
| Catégorie | Catégorie              | Équipes                                                                          |
| --------- | ---------------------- | -------------------------------------------------------------------------------- |
| .1        | 1.1 (Cursa d'un dia)   | * UCI WorldTeam (màx. 50%) * UCI ProTeam * Equip continental * Selecció nacional |
| .1        | 2.1 (Cursa per etapes) | * UCI WorldTeam (màx. 50%) * UCI ProTeam * Equip continental * Selecció nacional |
| .2        | 1.2 (Cursa d'un dia)   | * UCI ProTeam * Equip continental * Selecció nacional * Equip regional i de club |
| .2        | 2.2 (Cursa per etapes) | * UCI ProTeam * Equip continental * Selecció nacional * Equip regional i de club |

## Calendari de les proves

### Gener
| Data | Cursa              | País      | Cat. | Vencedor             | Equip              | Ref. |
| ---- | ------------------ | --------- | ---- | -------------------- | ------------------ | ---- |
| 30   | Surf Coast Classic | Austràlia | 1.1  | Tobias Lund Andresen | Team Picnic PostNL |      |

### Octubre
| Data  | Cursa                  | País         | Cat. | Vencedor | Equip | Ref. |
| ----- | ---------------------- | ------------ | ---- | -------- | ----- | ---- |
| 18-19 | Gravel and Tar Classic | Nova Zelanda | 2.2  |          |       |      |